# Scopocira melanops
Scopocira melanops là một loài nhện trong họ Salticidae.
Loài này thuộc chi Scopocira. Scopocira melanops được Władysław Taczanowski miêu tả năm 1871.